# Restaurace a jídelny

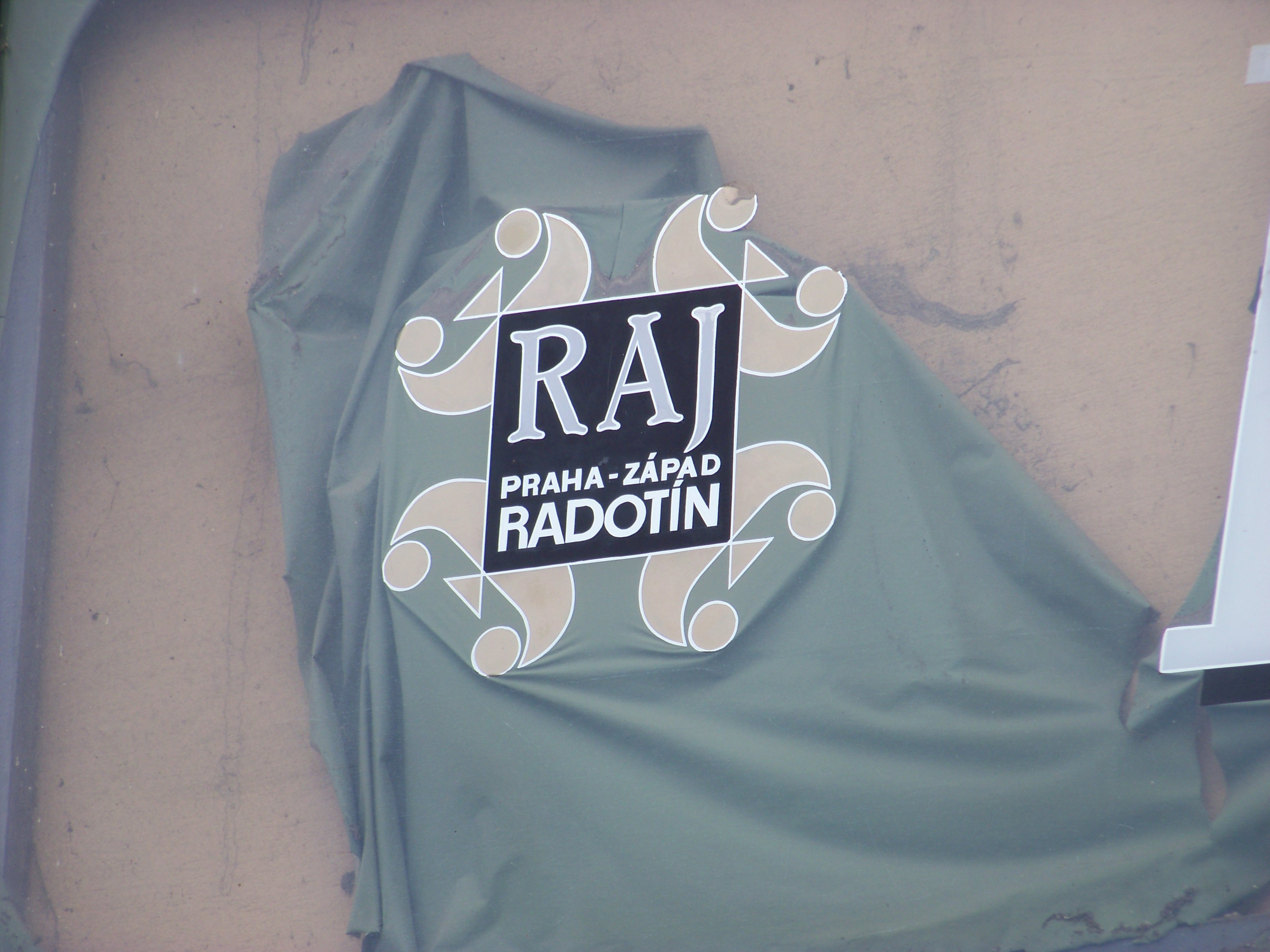
Logo podniku RaJ Praha-západ se sídlem v Radotíně, zachované na restauraci u nádraží v Roztokách u Prahy

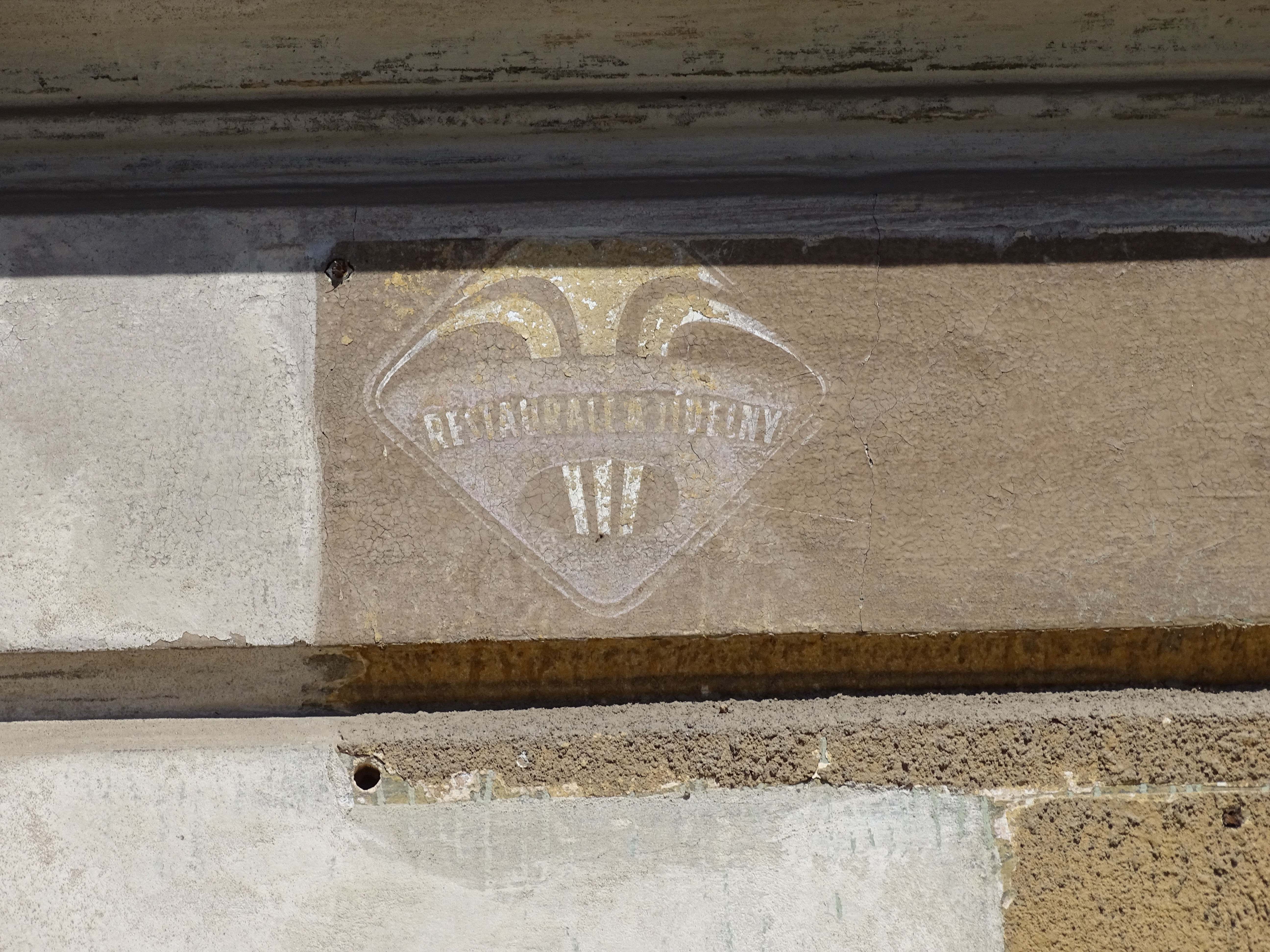
Pozůstatek loga podniku Restaurací a jídelen na Střížkově v Praze

Restaurace a jídelny (zkráceně RaJ) byl typ národních podniků v Československu, který fungoval od 50. let 20. století do roku 1989.
Podniky byly zakládány na územním principu, zhruba na okresní úrovni, v Praze pro každý z 10 městských obvodů. Jednotlivé podniky zřizovaly místně příslušné národní výbory. Provozovaly většinu tehdejších československých stravovacích zařízení, které komunistický režim znárodnil, zkonfiskoval či nově postavil. Řadily se sem hospody, restaurace, bistra, bufety a jídelní automaty. V menších sídlech pohostinství i prodejny provozovala spotřební družstvo Jednota, rovněž zakládaná po okresech.
V roce 1955 byly přijaty normy pro závodní stravování, které musely restaurace a jídelny dodržovat. Existovaly čtyři cenové třídy, zvané cenové skupiny. První třída označovala ty nejlepší a nejdražší restaurace, čtvrtá pak ty nejhorší a nejlevnější. V lidové mluvě existovala také pátá. V každé restauraci určité cenové skupiny v celém Československu tak měly být poskytovány stejné služby (druhy a kvalita pokrmů, vybavení restaurace, cena jídla. Určovala se též otvírací doba. Docházelo k šizení zákazníků (např. neexistující kontrola účtenek).